# Juan del Nido y Segalerva
Juan del Nido Segalerva (Jaén, ¿18..? - 1918) fue un historiador, jurista, periodista y político español, hermano del gobernador civil de Huelva y alcalde liberal de Jaén Rafael del Nido Segalerva.

## Biografía
Fue propietario del periódico El Siglo Conservador y, en las elecciones del 21 de agosto de 1881, fue elegido diputado por la circunscripción de La Coruña por el Partido Conservador, cargo que desempeñó hasta 1884, cuando fue nombrado gobernador civil de Guadalajara hasta diciembre de 1885. También fue consejero de Estado. Estuvo casado con doña Josefa Torres y Orive. Escribió muy documentadas biografías de Baldomero Fernández Espartero, Práxedes Mateo Sagasta, Antonio de los Ríos Rosas y Antonio Cánovas del Castillo, e imprimió antologías documentales del parlamentarismo español. Escribió sobre las regalías de la Corona de España y el llamado Iberismo o idea de una posible unión entre los países de España y Portugal que se planteó entre algunos políticos durante el siglo XIX para combatir la decadencia de ambas naciones.

## Obras
- Antología de las Cortes desde 1840 á 1846, Madrid: J. A. García, 1910.
- Antología de las Cortes desde 1854 á 1858 Madrid, Imprenta de Prudencio Pérez de Velasco, 1911.
- Antología de las Cortes de 1879 á 1881, Madrid: Tip. de Prudencio P. de Velasco, 1912. Reimpreso en Pamplona: Analecta, 2004.
- Historia política y parlamentaria de (...) Práxedes Mateo Sagasta. Madrid: Ramona Velasco, viuda de Prudencio Pérez, 1915.
- Historia política y parlamentaria de S. A. D. Baldomero Fernández Espartero..., Madrid, Imp. de R. Velasco, 1916.
- Estudio sobre las regalías de la Corona de España, Madrid: Librería de los Sucesores de Hernando, 1910.
- Historia política y parlamentaria del Excmo. Sr. D. Antonio de los Ríos y Rosas: con sus principales discursos, estado de la política en el día en que los pronunció, influencia de ellos en la vida de los gobiernos y de las cortes así como en la evolución de los partidos, Madrid: Congreso de los Diputados, 1913.
- Historia política y parlamentaria del Sr. D. Antonio Cánovas del Castillo: presidente que fue del Ministerio-Regencia en 1875 ... así como en la transformación de los partidos, Madrid: Tip. de Prudencio P. de Velasco, 1914.
- Intento de reconstituir la España: estudio crítico histórico del significado del cambio de dinastía de la Casa de Austria a la de Borbón y de las reformas de los tres primeros reyes de la Casa de Borbón, principalmente Carlos III con relación a la enseñanza. Necesidad de reanudar tan grande obra, Madrid: Librería de Fernando Fe, 1912.
- La libertad religiosa, su restauración por las Cortes del Reino, según el espíritu de los Códigos fundamentales de Castilla y restablecimiento de las Regalías de la corona. Madrid: Imprenta del Fomento Naval, 1906.
- La Unión Ibérica: estudio crítico, histórico de este problema, formado con cuanto acerca de él han escrito los historiadores, así portugueses como españoles, y los defensores de ella, Madrid: Tipografías de Prudencio P. de Velasco, 1914.
- La Unión Ibérica: Opúsculo. Mi contestación á la prensa lusitana, Madrid: Ramona Velasco, 1915.
- Opúsculo, defensa motivada de mi libro. Estudio sobre el problema "La unión iberica", Madrid: Ramona Velasco 1916.
- Memoria sobre el Fomento de la Educación popular: tomando por base el discurso del Conde de Campomanes sobre el Fomento de la industria popular, mandado publicar por Carlos III, en virtud de Consejo de la Cámara de Castilla. Madrid [s. n. 1914?]
- Opúsculo, El problema de los problemas. Peligro internacional: Lecciones provechosas que no deben olvidar... los hombres de gobierno. Madrid [s.n.] 1916
- Problemas transcendentales. Estudio sobre las Regalías de la Corona de España... Con un prólogo del Excmo. Sr. D. José Canalejas y Méndez, Madrid, 1910.